# Anthony Reimer
Anthony „Tony“ Reimer ist ein US-amerikanischer Komponist und Musikpädagoge.
Reimer begann seine musikalische Laufbahn als Orchesterhornist. Seit 1990 arbeitete er als Sounddesigner und Composer in Residence an verschiedenen Theatern. Er studierte bis 2005 Komposition an der Ball State University und bis 2008 Computermusik und Neue Medien an der Northern Illinois University, wo er seit 2007 auch Sounddesign unterrichtet.
Neben zahlreichen Schauspielmusiken komponierte Reimer elektroakustische und instrumentale Werke und erarbeitete eine Anzahl multimedialer Projekte. Seine Kompositionen wurden bei Theateraufführungen in auf Festivals in den USA, Griechenland, Deutschland, Russland und verschiedenen südamerikanischen Staaten gespielt. Für seine Theaterarbeiten wurde er mehrfach für den Carbonell Award nominiert, der ihm 2002 und 2004 verliehen wurde.

## Werke
- New Ground Multimedia, Musik zur Internetpräsentation der Indiana University Foundation, 2005
- 13 Tzameti, Musik zur interaktiven Internetpräsentation von Palm Pictures, 2006
- ubrf, Surround Audio, 2006
- Putting In Time…As It Goes By, Surround Audio, 2006
- Melancholy für Violine und Surround Audio, 2007
- Closest Approach To The Earth für Klavier, Cello und Violine, 2007
- Putting In Time…When I Can 2-Channel Audio, 2007
- Summer Smoke, 2-Channel Audio, 2007
- Juliet: Portrait of a Young Girl In Love für Klavier, Vibraphon, zwei Hörner, Cello und Flöte, 2007

## Weblink
- Anthony Reimers Homepage